# Кэтлин, Келли
Келли Кэтлин (англ. Kelly Catlin; 3 ноября 1995, Сент-Пол — 8 марта 2019, Стэнфорд, Калифорния) — американская трековая и шоссейная велогонщица, выступавшая в 2013—2019 годах. Серебряная призёрка летних Олимпийских игр в Рио-де-Жанейро, трёхкратная чемпионка мира в командной гонке преследования, победительница Панамериканских игр в Торонто в индивидуальной гонке с раздельным стартом.

## Биография
Келли Кэтлин родилась 3 ноября 1995 года в городе Сент-Пол штата Миннесота, США.
Училась в Миннесотском университете, где получила степень в области математики и китайского языка, после чего поступила в Стэнфордский университет — изучала здесь вычислительный и математический инжиниринг.
Заниматься велоспортом начала в возрасте 17 лет. В 2013 году выступила на шоссейном чемпионате мира в Тоскане — стала девятой в групповой гонке юниорок и седьмой в юниорской командной гонке с раздельным стартом. С 2014 года проходила подготовку в любительской команде NorthStar Development Cycling.
Впервые заявила о себе в трековом велоспорте в сезоне 2015 года, став второй в индивидуальной гонке преследования на Гран-при Дня независимости. Попав в основной состав американской национальной сборной, побывала на Панамериканских играх в Торонто, откуда привезла награду серебряного достоинства, выигранную в командной гонке преследования — уступила здесь спортсменкам из Канады, а также взяла золото в шоссейной гонке на время. Отметилась удачным выступлением на панамериканском чемпионате в Сантьяго, где получила серебряную и золотую медали, выигранные в индивидуальном и командном преследованиях соответственно.
В 2016 году в командном преследовании одержала победу на трековом чемпионате мира в Лондоне, тогда как в индивидуальном преследовании была лучшей на панамериканском чемпионате в Агуаскальентесе. На шоссе полностью проехала женский «Тур Калифорнии», заняла 63-е место в генеральной классификации и закрыла десятку сильнейших в классификации молодых гонщиц. Благодаря череде удачных выступлений удостоилась права защищать честь страны на летних Олимпийских играх в Рио-де-Жанейро — вместе с соотечественницами Дженнифер Валент, Хлоей Дайгерт и Сарой Хаммер завоевала серебряную олимпийскую медаль в командной гонке преследования, уступив в финале команде из Великобритании.
После Олимпиады в Рио Кэтлин осталась в составе трековой команды США и продолжила принимать участие в крупнейших международных соревнованиях. Так, в 2017 году она выступила на трековом мировом первенстве в Гонконге, где стала серебряной призёркой в индивидуальном преследовании и одержала победу в командном преследовании. Продолжала выступать и на шоссе, подписав контракт с женской профессиональной командой Rally Cycling.
В 2018 году на трековом чемпионате мира в Апелдорне вновь взяла бронзу в индивидуальной гонке преследования и победила в командной гонке преследования, став таким образом трёхкратной чемпионкой мира по трековому велоспорту. Стала второй в гонке-критериуме на шоссейном чемпионате США.
7 марта 2019 года Кэтлин обнаружили мёртвой в своей комнате кампуса Стэнфордского университета — она совершила самоубийство посредством удушения. Сообщалось, что в последнее время спортсменка страдала от депрессии, на её состояние негативно повлияло сотрясение мозга, полученное несколькими месяцами ранее в результате падения на одной из гонок.